# Return to the Black Hole
Return to the Black Hole é o segundo álbum ao vivo da banda The Adolescents, lançado em 23 de Setembro de 1997.
| Críticas profissionais                                                      | Críticas profissionais |
| Avaliações da crítica                                                       | Avaliações da crítica  |
| Fonte                                                                       | Avaliação              |
| --------------------------------------------------------------------------- | ---------------------- |
| allmusic                                                                    | [ 3 ]                  |
| Esta tabela precisa de ser acompanhada por texto em prosa. Consulte o guia. |                        |

## Faixas
1. "No Way" — 3:29
2. "Who Is Who" — 1:28
3. "Word Attack" — 1:11
4. "Self Destruct" — 0:42
5. "L.A. Girl" — 2:02
6. "Brats in Battalions" — 2:29
7. "Welcome to Reality" — 2:10
8. "Wrecking Crew" — 2:23
9. "Do the Eddy" — 1:03
10. "I Love You" — 4:13
11. "Losing Battle" — 2:32
12. "Creatures" — 3:10
13. "All Day and All of the Night" — 2:42
14. "Rip It Up" — 2:31
15. "Amoeba" — 3:12
16. "Kids of the Black Hole" — 5:45
17. "I Got a Right Pop" — 4:18

## Créditos[2]
- Tony Cadena — Vocal
- Frank Agnew — Guitarra
- Rikk Agnew — Guitarra
- Casey Royer — Bateria
- Steve Soto — Baixo